# Seleção Equatoriana de Futsal
A Seleção Equatoriana de Futsal representa o Equador em competições internacionais de futsal.

## Melhores Classificações
- Copa do Mundo de Futsal da FIFA - Nunca participou da competição.
- Copa América de Futsal - 4º lugar em 1992